# Артюр, Андре
Андре́ Артю́р (фр. André Arthur; 21 декабря 1943, Квебек — 8 мая 2022, Квебек) — квебекский деятель СМИ и политики. Бывший радиоведущий и независимый депутат, представлявший округ Порнёф — Жак-Картье в Палате общин Канады с 23 января 2006 по своего поражения на выборах 2 мая 2011. Также он вёл ежедневную передачу на телеканале TQS.
Прозванный «королём Артуром», этот неоднозначный ведущий был знаковой фигурой на квебекских волнах на протяжении четверти века, попадая на вершину радиорейтинга везде, где бы ни выходил в эфир: от CHRC в диапазоне АМ до CJMF в диапазоне FM. Его влияние в радиоэфире квебекской столицы не превзошёл никто. Наряду с множеством поклонников, у него много и врагов, доказательством чему являются многочисленные зачастую клеветнические иски, направленные против него в течение всего жизненного пути. Ему также приписывают создание на радио города Квебека особого местного направления сильно контролируемого открытого радио (фр. radio de ligne ouverte) в более вызывающем и воинственном ключе, чем передачи радио Монреаля. Этот стиль, ставший популярным в 1970-е, в 1990-е и 2000-е был назван клеветниками «радиомусорка» (фр. radio poubelle).

## Биография

### Молодость
Родился 21 декабря 1943 в Квебеке в семье переселенца из Турции и жительницы Квебека (из семьи Танге). Рос в мире, где правило радио. Его отец Рене (1908—1972) и дядя Жерар Артюр также были радиоведущими. В детстве они приехали в Монреаль со своей семьёй из Стамбула через Нью-Йорк и носили тогда фамилию Исаакян (армянского происхождения). Из-за того что эта фамилия содержала древнееврейское имя Исаак, семью часто считали евреями. Поэтому они взяли французскую фамилию Артюр, созвучную имени деда Андре Артюра — Артура Исаакяна.

### Радиопоприще

#### 1970—1987
В 17 лет Андре Артюр стал спортивным арбитром, затем изучал политологию в Университете Лаваля, стал служащим, но затем начал свою работу на радиостанции CHRC в Квебеке 1 июля 1970, временно заменяя утреннего ведущего. Чтобы не досаждать своему отцу, он полностью перешёл на работу на радио только после его смерти (в 1972 году). Он становится популистским журналистом, «обращающимся к нижним слоям населения города Квебека, противоположных высшим, высокомерным и буржуазным слоям», нестесняющимся высказывать своё мнение и преподносящим его как «последнее слово спортивного арбитра». На волнах CHRC он оставался до 1982 года, а впоследствии перешёл на станцию соперников CJRP 1060.
8 мая 1984 перед тем, как отправиться в парламент Квебека, где произойдёт кровавая резня, вошедшая в историю Квебека, капрал Дени Лорти оставляет на радиостанции аудиокассету, предназначенную Артюру. Коллектив Андре Артюра срочно передаёт эти сведения полицейским, и позднее в тот же день Андре Артюр освещает это событие во всей радиосети Radiomutuel.
За многие годы он приобрёл большую известность у слушателей Старой столицы, судя по опросам Bureau of Broadcasting Measurement (BBM), и получил прозвище «Король Артур». В шестидесятые годы он также вёл теленовости Télé-4 в Квебеке вместе с Фрэнком Фонтеном.
В 1985 вместе с тремя предпринимателями он покупает станцию CHRC (где долгое время был ведущим), а также её тогдашнюю дочернюю станцию CHOI.

#### 1987—2001 годы
В 1987 году, после смерти бывшего журналиста и премьер-министра Квебека Рене Левека, ведшего передачи совместно с Жаком Пру на монреальской станции CKAC, Артюр нанимается в эту станцию на смену Левеку и одновременно работает на CHRC.
В 1992 году он спешно принимается на службу в CKVL, что было одним из последних действий Джека Титольмана в качестве собственника основанной им станции. На волнах CKVL Артюра тогда передавали в Монреале, но число слушателей, которых он собирал там, было несопоставимо меньше того, что он имел в столице.
В начале 1995 года радиостанции, совладельцем которых он был, были проданы компании Télémédia. Позднее, в том же году, после сообщения Артюра о своём интересе к вождению, общество Intercar нанимает его в качестве водителя автобуса с неполным рабочим временем, кем он по-прежнему и остаётся.
В конце 1997 года он оставляет CHRC и становится новым утренним ведущим CKVL, продолжая вести там полуденную передачу (которая ретранслируется в дальнейшем на волнах CJMF-FM в Квебеке).

#### С2001 годапо сегодняшний день
15 октября 2001 он принимается в CJMS — маленькую станцию Сен-Констана, влияние которой широко распространяется вплоть до Монреаля,— чтобы вести там утреннюю передачу, что он и делает из студии, оборудованной в собственном доме, а также ведёт передачи на волнах CJMF-FM. Тремя неделями позже управлением CJMF-FM он увольняется под предлогом нелестных замечаний, которые он озвучил на волнах этой станции по поводу утреннего ведущего Робера Жийе. Последнему в 2004 году был вынесен уголовный приговор, связанный со сводничеством по делу Скорпиона, вызвавшем политическое потрясение в городе Квебеке.
В июне 2002 года Артюр соглашается на то, чтобы его утренняя передача на CJMS передавалась одновременно и на волнах CIMI-FM. Несколькими месяцами позже он устроился на станцию CKNU-FM в Доннаконе, расположенной в 40 километрах от Квебека, вещающую по всему западу области Капиталь-Насьональ. Там он ведёт утреннюю и полуденную передачи. Ежедневно его утренняя передача на полчаса объединяется с передачей Джеффа Фийона на волнах CHOI-FM, дочерней станции CKNU-FM.
16 апреля 2004 его сотрудничество с CHOI-FM заканчивается из-за желания её собственника Патриса Демера ограничить воздействие возможных правовых трудностей, свойственных такому формату.
В течение зимы 2005 года его передачи частично ретранслировались на волнах WJCC станции из Майами-Спрингса (Флорида, США), для квебекцев, проживающих в этой области в зимнее время.
В течение периода праздников в 2005 году он теряет свой микрофон на CKNU-FM и заодно, заочно, на CIMI-FM. Впрочем, на самом деле, он не вещал на волнах CKNU-FM (которая стала RadioX 2) менее года. Артюр снова оказывается без микрофона. Между тем, он продолжает заниматься своим любимым занятием (и средством к существованию) — вождением автобусов.
23 января 2006 года он выставляет свою кандидатуру и побеждает на федеральных выборах в округе Порнёф — Жак-Картье.
С июня 2007 года он выпускает ежедневное обозрение для сайта Radioreveil.com и примерно 9 радиостанций по всему Квебеку, в том числе для CIMI-FM 103,7 (Квебек), CHEQ-FM (Сент-Мари-де-Бос), Génération Rock (Шербрук) и других. К концу августа 2007-го он также начинает вести передачу совместно с Мари Сен-Лоран на волнах CHEQ-FM и одновременно на CIMI-FM. Однако Андре Артюр впоследствии покидает оба этих проекта 17 сентября 2007.
С ноября 2007 года он выступает по пятницам на интернетовской радиостанции RocKik.com.
Ходят слухи, что он когда-нибудь вернётся к своему микрофону на CHRC — станции, проданной 26 июня 2008предпринимателю Жаку Танге, другу Андре Артюра Мишелю Кадрену и бывшему вратарю Патрику Руа скоро была официально признана.
До лета 2009 года он ведёт передачу на TQS в час дня, в ходе которой встречается с такими гостями, как психиатр Пьер Майу, преподаватель права (на пенсии) из Университета Лаваля Режан Бретон, борец Жак Ружо, преподаватель психовоспитания Монреальского университета Серж Лариве, радиоведущий (на пенсии) Жиль Пру и профессиональный хоккеист Симон Ганье.

Вне зависимости от названия своей передачи Андре Артюр всегда рассуждал о действительности и государственных делах: даже в дневной передаче в формате «киоск». Он многократно обращался к сотрудникам, специализирующихся в некоторых областях, в том числе к Роже-Люку Шейе (в области ЛГБТ-сообщества или монреальской действительности), Гаэтану Амелю (ботаника) или Жан-Франсуа Курто (информатика). И это при поддержке своих слушателей, уважающих его изречение 
В банде знают всё — будет, о чём поговорить!

### Политическое поприще

#### Провинциальные выборы 1994
В своём округе Луи-Эбер он выставляется в качестве независимого кандидата на квебекских всеобщих выборах 12 сентября 1994 и набирает 29 % голосов, уступив лишь пекисту Полю Бежену. Его предвыборная кампания стоила в итоге 1,88$, что равно стоимости авторучки и общей тетради, которые он использовал при написании своего имени и раздаче таких памяток избирателям.

#### Выборы на должность главы Сент-Фуа в 1997
В 1997 он выставляет свою кандидатуру на должность главы города Сент-Фуа (впоследствии слившегося с городом Квебеком) против Андре П. Буше, чтобы должности советников и главы города получили независимые кандидаты, но оппозиция никуда не сгодилась. Он получил 33 % голосов.

#### Федеральные выборы 2006 и работа в Палате общин
Андре Артюр участвовал в федеральных выборах 2006 как независимый кандидат в округе Порнёф — Жак-Картье. Его предвыборная кампания была очень скромной, без объявлений и рекламы в СМИ. Он ограничивал свои появления в СМИ лишь бесплатными выступлениями по приглашению и представлял отчёт о практически ничтожных предвыборных расходах. Он утверждал, что израсходовал на эту кампанию самое большее 1 000 CAD. Однако, до официального выдвижения, особенно в декабре 2005, он воспользовался своим положением радиоведущего для продвижения своей возможной кандидатуры, а также ежедневной радиотрибуной, стоимость которой по условиям размещения в СМИ была очень высока.
23 января 2006 Андре Артюр был избран, получив 20 158 голосов против 13 094, отданных за депутата от Квебекского блока с истёкшими полномочиями Ги Коте. Он становится тогда первым независимым кандидатом, избранным после Тони Романа в 1984. Этим отмечен новый эпизод из ряда изменений в лояльности округа Порнёф, который периодически поддерживал блокистов, либералов, консерваторов, независимого и, наконец, в 2011 выбрал новодемократа.

Со времени своего избрания Андре Артюр не изменил своему стилю, сделавшему его знаменитым в его родном городе. 22 августа 2006, во время ливано-израильского столкновения 2006 он заявил в Журналь де Кебек, что 15 500 ливанцев, приехавших в Канаду, извлекают пользу из её устройства, и добавил: 
они употребляют свой канадский паспорт для того, чтобы приехать покататься здесь на лыжах или прооперировать тётю.
 Наряду с этим, он выражает сожаление, что квебекцы по-прежнему встают на защиту арабов.
Глава Квебекского блока Жиль Дюсеп осудил то, что Андре Артюр рекламирует некоторых торговцев из области Квебека. Однако никакое парламентское распоряжение не мешает депутату заниматься параллельно другим делом для получения дополнительных доходов. В своём выступлении в выпуске новостей TVA 18 heures от 31 августа 2006Андре Артюр упомянул, что реклама позволяла ему оплачивать расходы на предъявляемые к нему судебные иски.
В мае 2007 Андре Артюр выступил в Палате против завышенного наказания, которому, по его мнению, подвергся судья Ив Ален, признавший себя виновным в вождении своего автомобиля в состоянии сильного опьянения (доля алкоголя в крови 0,28). Судья Ален смог сохранить свою судейскую должность, хотя до всех этих событий именно он присудил Софи Шиассон 340 000 CAD по иску CHOI, Джеффа Фийона и других.

#### Федеральные выборы 2008
30 ноября 2006 Андре Артюр объявил, что он болен раком предстательной железы (первой стадии). Рак был обнаружен десятью днями ранее во время обычной пробы на холестерин; в декабре он начал своё лечение и не собирается прекращать депутатскую работу.
Состояние его здоровья не помешало ему добиваться второго срока полномочий в Палате общин. 14 октября 2008 Андре Артюр был переизбран на федеральных выборах. Он получил тогда 15 062 голоса, обогнав кандидата от Квебекского блока Ришара Коте с 14 401 голосом.
Порнёф — Жак-Картье — единственный канадский округ, где консерваторы не выдвигали кандидата ни на выборах 2008, ни 2011 годов. Они считают, что независимый депутат Артюр в полной мере представляет их интересы и часто голосует вместе с ними.
Андре Артюр оказался, таким образом, в числе двух независимых депутатов в составе Палаты вместе с Биллом Кейси от Камберленда — Колчестера — Маскуодобойт-Вэлли в Новой Шотландии, а после его отставки и до 2011 — вместе с Хеленой Джоэрджис.
В марте 2011 различные СМИ подчёркивают, что последние четыре года Андре Артюр пропустил 95 из 311 голосований в Палате общин и занял девятое место среди депутатов-прогульщиков.

#### Федеральные выборы 2 мая 2011
На федеральных выборах 2 мая 2011 Андре Артюр потерял своё депутатское кресло, уступив молодому новодемократическому кандидату Элен Мишо (которой отдавали предпочтение 42 % опрошенных избирателей против 27 % у Андре Артюра), даже притом что Консервативная партия Канады, снова не выставив в его округе кандидата, рекомендовала его своим избирателям. Он не выстоял против «оранжевой волны» Новой демократической партии (НДП). По статистике оттавского Парламента, его «служба», или «федеральный политический опыт» составили менее шести лет: «1925 дней (5 лет, 3 месяца, 8 дней)». Он не имеет права на депутатскую пенсию, так как, чтобы получать такую пенсию с 55-летнего возраста, депутат должен прослужить в Палате общин не менее шести лет (в его случае — по меньшей мере, до 22 января 2012: таким образом, ему не хватило 8 месяцев, чтобы ежегодно пожизненно получать индексируемую пенсию в 30 000 CAD), но он получил выходное пособие, равное 50 % его годовой депутатской заработной платы, которая составляла 155 000 CAD, и без каких-либо издержек за прогулы.

## Политические убеждения
Убеждения Андре Артюра на политическом спектре находятся обычно справа, а считается он либертарианцем. Таким образом, он противодействует вмешательству государства в экономические вопросы и повышению текущего уровня налогов в Канаде вообще и в Квебеке в частности, Он противостоит и тем, кто продвигает вмешательство государства или пользуется им, по его мнению, например, профсоюзам. Будучи большим поклонником США, он полагает, что в Квебеке распространён антиамериканизм (это выражается, например, в поддержке Палестины), который вытекает из более или менее скрытого враждебного отношения к англоязычным.
Андре Артюр — ревностный федералист не в силу особой привязанности к Канаде, а скорее из-за убеждения в том, что независимость может вызвать рост социализма в Квебеке.

## Судебные преследования

### Против Артюра
За свой долгий жизненный путь Андре Артюр многократно подвергался судебным преследованиям людей или обществ, справедливо или несправедливо считающих себя опозоренными. Преобладающее большинство из них завершилось заочным решением, не подлежащим разглашению.
Он также подвергся многочисленным жалобам от СКТТ.
21 апреля 2006 Андре Артюр и его бывший работодатель Métromedia CMR были признаны виновными в умышленной клевете (распространённой в 1998 году) и приговорены Высшим судом Квебека к уплате 220 000 канадских долларов 1 100 водителям такси, чьим родным языком был креольский или арабский. Но 17 февраля 2011 Верховный суд признал это решение недействительным и объявил, что эти «заявления, имеющие презрительный и расистский характер», не являются личной клеветой и не наносят персонифицированный ущерб каждому из 1100 водителей такси, учитывая, что их личная репутация в глазах граждан не пострадала.
Судья Мари Дешан вынесла приговор от имени большинства судей (6 из 7), подчеркнув, что нужно учитывать стиль заявления и карикатурный контекст некоторых выступлений, но преувеличение само по себе не является средством защиты: «Это означает, что доведённый до крайности характер заявлений даже общественного оратора не смог бы полностью защитить его от возмещения убытков за клевету».

### Возбуждённые Артюром
Несколько лет назад актёр Жан-Франсуа Мерсье, будучи юмористом, назвал Артюра «толстым олухом», и Radio-Canada, хроникёр Венсан Мариссаль, сопродюсер Люк Вайсман, Ги А. Лепаж и Дани Тюркот (но не сам Жан-Франсуа Мерсье) также в своих заявлениях в 2011 г. называли Андре Артюра «толстым олухом», за что он 29 апреля 2011(в разгар предвыборной кампании, когда Мерсье выдвинул себя в независимые кандидаты, а независимый депутат Артюр почувствовал угрозу своему креслу и возможной депутатской пенсии) и подал на них иск на сумму 400 000 канадских долларов.